# Nagase Takuya
Nagase Takuya (永瀬 拓矢 (Vĩnh Lại Thác Thỉ) sinh ngày 5 tháng 9, 1992 (Bình Thành thứ 4) tại Quận Naka, TP Yokohama, tỉnh Kanagawa) là một kỳ thủ shogi chuyên nghiệp đạt cấp độ Cửu đẳng người Nhật Bản, có số hiệu kỳ thủ là 276, và là môn hạ của Yasue Terutaka Bát đẳng.